# A Christmas Carol (téléfilm, 1977)
Pour les articles homonymes, voir A Christmas Carol.
A Christmas Carol (1977) est une adaptation de Un chant de Noël de Charles Dickens, réalisée par Moira Armstrong pour la BBC avec Sir Michael Hordern dans le rôle de Ebenezer Scrooge.